# 클래스패스
클래스패스(Classpath)는 사용자 정의 클래스 및 API 패키지의 경로를 지정하는 자바가상머신(JVM,Java Virtual Machine) 또는 자바 컴파일러의 매개 변수이다. 매개 변수는 명령 행 또는 환경 변수를 통해 설정할 수 있다.

## 같이 보기
- 가상머신
- GCJ
- GNU 클래스패스